# Helena Dąbrowska

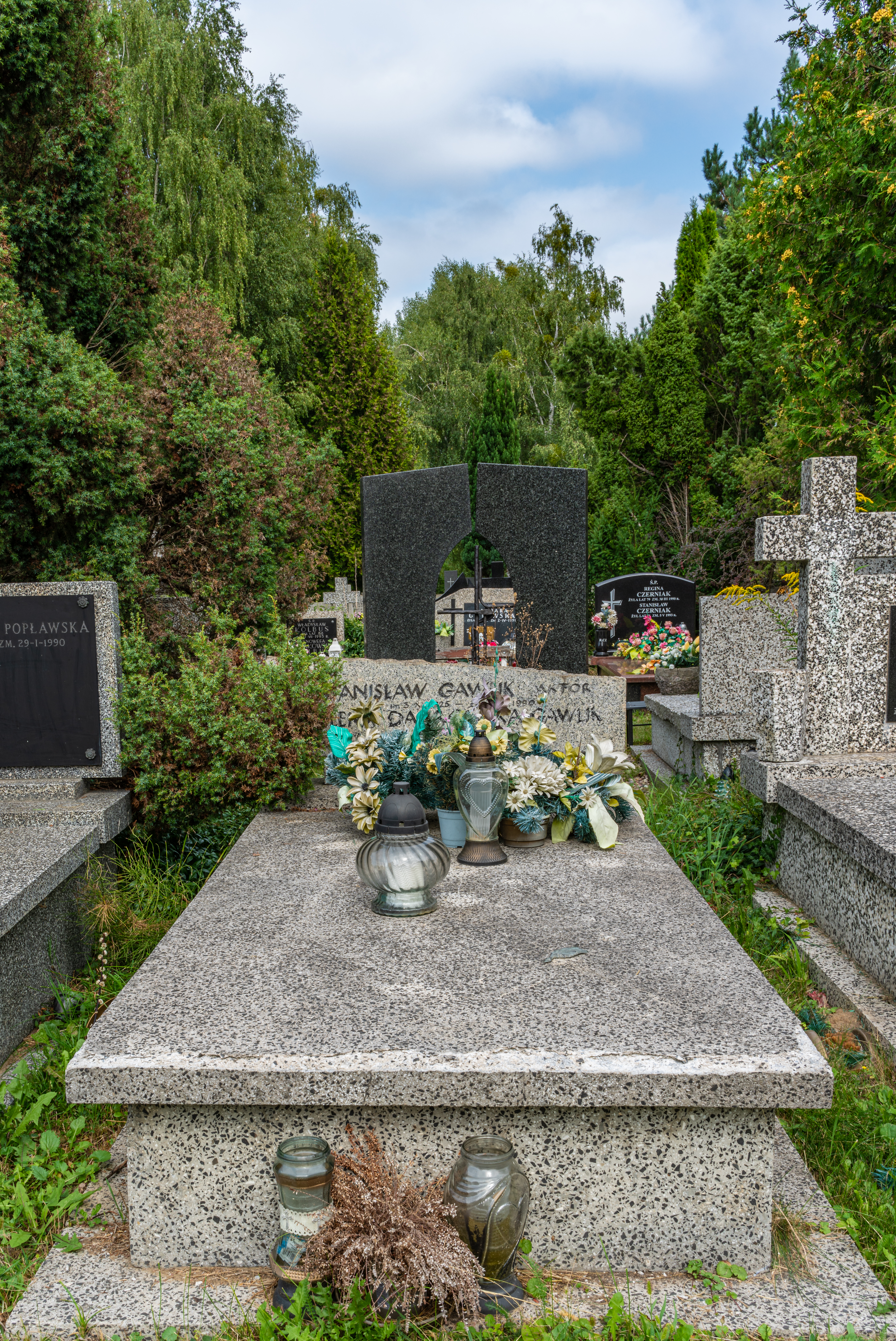
Grób Stanisława Gawlika i Heleny Dąbrowskiej na cmentarzu Komunalnym Północnym w Warszawie

Helena Dąbrowska (ur. 26 czerwca 1923 w Białobrzegach, zm. 31 maja 2003) – polska aktorka teatralna i filmowa.

## Życiorys
Absolwentka PWST w Łodzi, którą ukończyła w 1949 roku. 21 grudnia tego samego roku miał miejsce jej debiut teatralny. Występowała w następujących teatrach:
- Teatr Dramatyczny we Wrocławiu (1949–1951)
- Teatr Dramatyczny w Warszawie (1951–1982)

Była żoną aktora Stanisława Gawlika (1925–1990).
Została pochowana na cmentarzu komunalnym Północnym w Warszawie (kwatera W-XIX-4-1-6).

## Filmografia (wybór)
- 1953: Trudna miłość − żona sekretarza
- 1956: Trzy kobiety
- 1957: Prawdziwy koniec wielkiej wojny − kwiaciarka
- 1959: Pociąg − konduktorka
- 1960: Mąż swojej żony − sąsiadka oglądająca telewizję w mieszkaniu Karczów
- 1960: Zezowate szczęście − biuralistka Wychówna
- 1962: Czarne skrzydła − Knote
- 1962: Głos z tamtego świata − kwiaciarka w barze
- 1963: Rozwodów nie będzie − kwiaciarka (cz. 1)
- 1963: Ubranie prawie nowe − wójtowa
- 1964: Pięciu − Helga, matka Ryśka
- 1964: Przerwany lot − matka
- 1964: Spotkanie ze szpiegiem − wywiadowca
- 1965: Trzy kroki po ziemi − dzika lokatorka (odc. 1)
- 1968: Dancing w kwaterze Hitlera − recepcjonistka w hotelu
- 1970: Kolumbowie − matka Basi (odc. 1)
- 1970: Mały − Grocholska
- 1971: Gonitwa
- 1971: Jagoda w mieście − gość u Sobociaków (odc. 3)
- 1972: Szklana kula − matka Agi
- 1977: Niedziela pewnego małżeństwa w mieście przemysłowym średniej wielkości − Gorczakowa
- 1978: Koty to dranie − pani Karolina, babcia klozetowa w „Victorii”
- 1978: Zielona miłość − żona Zaborka (odc. 2)
- 1979: W słońcu i w deszczu (odc. 7)
- 1979: Wiśnie − Barbara Wachowiak
- 1980: Urodziny młodego warszawiaka − kobieta prowadząca budkę z bimbrem
- 1981: Najdłuższa wojna nowoczesnej Europy − pacjentka Marcinkowskiego (odc. 2)

## Odznaczenia
- Medal 10-lecia Polski Ludowej (19 stycznia 1955)[3]
- Odznaka „Zasłużony Działacz Kultury” (1977)